# Marokkaanse parlementsverkiezingen 2011
De Marokkaanse parlementsverkiezingen van 2011 werden gehouden op 7 november. De protesten die onderdeel uitmaakte van de Arabische Lente dwongen koning Mohammed VI tot het uitschrijven van vervroegde verkiezingen en een hervorming van de grondwet, waarbij meer burgerrechten werden gegarandeerd. Een referendum over de grondwet werd gehouden op 1 juli 2011 waarna de nieuwe grondwet op 13 september werd geratificeerd.

## Achtergrond
In februari vonden er in Marokko grote protestbijeenkomsten plaats uit solidariteit met de Egyptische Revolutie. Op 20 februari waren er door het land heen verschillende demonstraties met duizenden deelnemers. Zij riepen op tot een inperking van de macht van koning Mohammed VI. De koning stelde op 9 maart een commissie in die met voorstellen moest komen voor een herziening.
In de nieuwe grondwet werd voorgesteld dat de koning niet langer het recht zou hebben de premier te benoemen. De functie van premier zou voortaan bekleed worden door de leider van de grootste partij in het parlement. Ook werden er bevoegdheden met betrekking tot het benoemen van hoge ambtenaren en diplomaten overgedragen van de koning naar de premier. Daarnaast verving de premier de koning als hoofd van de regering, waardoor de premier ook de macht kreeg het parlement te ontbinden. Verder werden ook bepaalde grondrechten, zoals de vrijheid van meningsuiting, de gelijkheid van vrouwen, de onafhankelijkheid van rechters en rechten van minderheden gegarandeerd.
Er werd voor 1 juli 2011 een referendum uitgeschreven, waarop de bevolking over de grondwet mocht stemmen. De protestbeweging riep op tot een boycot van de volksraadpleging, omdat de veranderingen hen niet ver genoeg gingen. De opkomst was met zeventig procent echter hoog en 98% van de kiezers stemde in met de nieuwe grondwet.

## Procedure
Bij de verkiezingen waren er 395 zetels beschikbaar in het Marokkaanse Lagerhuis. 305 zetels waren beschikbaar voor kandidaten van de verschillende partijen. Er waren verder 90 zetels gereserveerd waarbij de kandidaten van een speciale lijst werden gekozen. Twee derde van die zetels waren gereserveerd voor vrouwen en de overige dertig zetels voor mannen van onder de veertig.

## Uitslag
Aan de verkiezingen namen dertig partij deel, waarvan er uiteindelijk achttien een zetel verworven. De grote meerderheid van de zetels kwam in handen van drie groepen; de meeste zetels gingen naar de gematigde islamitische Partij voor Rechtvaardigheid en Ontwikkeling. De twee andere groepen waren de Nationale Vereniging van Onafhankelijken onder leiding van Salaheddine Mezouar, de zittende minister van Financiën, en Koutla (“Coalitie”) onder leiding van zittend premier Abbas El Fassi. De Nationale Vereniging van Onafhankelijken  was een politieke groep die bestond uit acht verschillende partijen. De Partij voor Rechtvaardigheid en Ontwikkeling leverde als grootste partij de nieuwe premier, namelijk partijleider Abdelilah Benkirane. Hij ging een coalitie aan met Koutla.

### Overzicht
| Partij                                       | zetels | %    | verschil in zetels |
| -------------------------------------------- | ------ | ---- | ------------------ |
| Coalitie voor Democratie                     | 159    | 40.3 | ▲ 44               |
| Koutla                                       | 117    | 29.6 | ▲ 10               |
| Partij voor Rechtvaardigheid en Ontwikkeling | 107    | 27.1 | ▲ 61               |
| Anderen                                      | 12     | 3.0  | ▼ 45               |
| Totaal                                       | 395    | 100% | ▲ 90               |